# Урман-Асти
Урма́н-Асти́ (рос. Урман-Асты, башк. Урманаҫты) — присілок у складі Дюртюлинського району Башкортостану, Росія. Входить до складу Куккуяновської сільської ради.
Населення — 279 осіб (2010; 305 у 2002).
Національний склад:
- башкири — 84 %